# Позориште Друри Лејн
Краљевско позориште Друри Лејн, обично познато само као Друри Лејн је позориште Вест Енда и зграда заштићена законом у Лондону, Енглеској. Зграда гледа ка улици Катарине и најстарија је у низу од четири позоришта која су саграђена на истој локацији, од којих најраније датира из 1663. године, што је чини најстаријим позоришним местом у Лондону која се и даље користи. Према Питеру Томасу, Друри Лејн је водеће позориште у Лондону. У оквиру садашње зграде налазило се неколико различитих позоришта која су добила право на рад, изводила представе, али не и опере, плес и концерте.
Прво позориште на овом месту саграђено је шездесетих година 17. века по налогу Тома Килигрева када је позориштима било дозвољено да се поново отворе након рестаурације града. Првобитно, ово позориште било је познато као Краљевско позориште, а његови власници ангажовали су угледне глумце који су у позоришту глумили и певали, укључујући Нејл Гвин и Чарсла Харта. Године 1672. позориште се запалилои Килигрев је на истој парцели изградио веће позориште, која је названо Краљевско позориште Друри Лејн. Зграда је отворена 1674. године, а постојала је скоро 120 година под вођством Дејвида Гарика, Колија Сибера и Ричарда Шеридана.
Под управом Шеридана зграда је 1791. срушена, а на њеном месту направљена је већа, 1794. године. Ова зграда је изгорела 1809. године, а зграда која данас постоји отворена је 1812. године. и у њему су од тада глумили Едмунд Кин, комичар Дан Лено и музички композитор и извођач Иво Новело. Од Другог светског рата позориште је било домаћин мјузикла Оклахому! (1947–1953), Моја лепа дама (1958–1963), 42. улица (1984–1989, 2017–2019) и госпођа Салон (1989–1999), најдуговечнија представа позоришта. Позориште је у власништву композитора Ендруа Лојда Вебера. Позориште је тренутно у фази реновирања и због тренутне пандемије вируса корона неће се отворити до јесени 2020. године.

## Прво, Краљевско позориште (1663)
Након једанаестогодишњег интерегнума који је забаву сматрао неозбиљном, монархија у Енглеској враћена је повратком на трон Чарлса II Стјуарта, 1660. године. Убрзо након тога, Чарлс је дозволио рад глумачких компанија, Томаса Килигрева. Касније је рад ове компаније оспораван у 18. веку, али је она била правно дозвољена до 1843. године. Нова зграда где се данас налази позориште Друри Лејн отворена је 7. маја 1663. године и била је позната као Краљевско позориште у Улици мостова, али и као „Краљевска играоница”. Зграда је била трослојна дрвена конструкција, дугачка 34 метра и широка 18 метара, а могла је да прими 700 гледалаца.
Сам краљ често је присуствовао продукцијама позоришта, као и Самјуел Пепис, чији приватни дневници пружају много информација о лондонском позоришту који се одвија шездесетих година 17. века. Дан након отварања Краљевско позоришта, Пепис је присуствовао представи Франциса Бемонта и Џона Флечера, а у свом дневнику је записао:

Позориште је направљено изузетно добро, али има неких грешака у градњи, као што је узак хол 
и велика удаљеност бине од публике, па сам сигуран да се не може све чути, али је све остало добро.'. — Самјуел Пепис

Представе су обично почињале у 15 сати како би се искористила дневна светлост, а први спрат није имао кров како би осветљење долазило до позорнице. Преко отвора саграђена је стаклена купола, али према Пеписовим записима она није била у потпуности ефикасна у одржавању светлости. Пепис и његова супруга су приморани да напусте позориште некада, како би се заштитили од олује. Клупе у позоришту прекривала је зелена постава, а а оне су такође биле украђене кожом златне боје, као и сама позорница. Зелене клупе биле су у полукружном распореду, окренуте према позорницу према једном писму из маја 1663. године где пише: „Све клупе у доњем делу где седе људи обликоване су у полукругу, сваки ред је виши од следећег”. Три галерије формирале су полукруг око подних седишта, прва и друга галерија биле су подељене преградама.
Компанија The King's била је приморана да наручи технички напредну поставку јер је њихова ривалска компанија Duke то већ урадила у другим позориштима, где су променили сценографију и направили раскошнију продукцију, на данашњем тениском игралишту. У Краљевском позоришту је такође поредстављена покретна сценографија и модерна технологија. Развдавајање бине и публике био је нови феномен у енглеском позоришту, али се у Европи практиковао и раније. Дизајн позоришта у Лондону остајео је непристојан у односу на друге делове Европе, а током наредних деценија је узнапредовао. Глумци су имали дистанцу између публике, а није било необично да чланови публике сами монтирају бину.
Килиггревово улагање у ново позориште ставило је две компаније на одржавање техничких стедстава позоришта. Давенант је водио младу трупо, а Килигреова власт над његовим глумцима била је далеко од апсолутне. Искусни глумци Мајкл Мохун (којег је Пепис назвоа најбољим глумцем на свету) и Чарлс Харт добили су добре акције у уговоре у Друри Лејн позоришту. Таква подела власти довела је до сукоба који су ометали рад позоришта. Појавом глумица у позоришту током шездесетих година 17. века, британски драматурзи написали су текстове за глумице, које су углавном глумиле у љубавним и провокативним сценама. Током епидемије бубонске куге у Лондону од 1665. до 1666. године, позориште је било затворено, а забрањене су и све остале забаве у граду, наредбом Круне. Позориште је било затворено 18 месеци, до јесени 1666. године, а за то време је реновиран његов ентеријер, укључујући ширење бине. Велики пожар у Лондону који је трајао до 2. до 5. септембра 1666. године није угрозио позориште које се налазило на западу града. Ипак, позориште је изгорело шест година касније, 25. јануара 1672. године.

## Друго позориште, Друри Лејн (1674)
Током 20. века илустрација на којој пише Кристофер Вејн дизајнер Краљевског позоришта 1674. године објављена је неколико пута, погрешно. Од 1964. године научници оспоравају ово претпоставку. Пажљивим прегледом цртежа показује се да је натпис Кристофер Вејн додат оловском, вероватно од стране неког библиотекара. Нигде се на цртежу не појављује знак потписа наводног аутора нити било кога другог. Робет Д. Хуме са Универзитета Пен Стејн објавио је да је цртеж плагијат. Такође постоји још једна скица позоришта која се сматра плагијатом.
Упоредни докази за дизајн Друри Лејна могу се наћи у Краљевском позоришту у Бристолу које је саграђено 1766. године, а чији дизајн делимично подсећа на Друри Лејн. Тадашња друга зграда бил аје мања од данашње по записима и мапама три пролаза који су били димензија 1,5 и 3 м ширине. Зграда је вероватно ила дугачка између 12 и 15 м. Архитекта Роберт Адам дизајнира је унутрашњост позоришта 1674. године. Позориштем је управљао Дејвид Гарик од 1747. до Адамовог умировљења седамдесетих година 18. века.
Компанија King's никада се није финансијски опоравила од губитка старог позоришта. Трошкови изградње новог позоришта, замене њихових костима и пејзажа изгубљених у ватри и такмичарских притисака супарничке компаније Dukes допринели су његовом паду. На крају, 1682. године, Краљева чета се спојила са компанијом Dukes. У згради Краљевског позоришта из 1674. године налазило се мноштво просторија, укључујући складишни простор и гардеробе које су користиле управа и извођачи, укупно готово седамдесет људи, као и педесетак чланова техничког особља.
Додатно су предвиђене три собе за скрипте, укључујући библиотеку за њихово чување, посебну собу за копирање делова глумаца и посебну библиотеку за књиге позоришта и музичке партитуре. Ова гомила соба често је отежавала комуникацију међу разним одељењима, проблем који је Гарик исправљао током мандата менаџера. Цео комплекс је заузимао 1.220 m². Од 1674. године гледаоци су приступали позоришту преко стазе са улице Мостова. Верује се да је у том периоду позориште било полуотворено. Амфитеатар је био испуњен клупама и украшен зеленим платном. Пит је записао да су многи људи у позоришту у том добу причали, играли се и нису слушали нити гледали представу. Насупрот позорници налазио се други амфитеатар који је био бољег квалитета. У галеријама позоришта боравили су људи средње класе.
Како Мисон истиче, седење је било подељено по класама, а цене улазница су се доста разликовале. Популарни „бокс” био је резервисан за племства и богате племиће, а та места коштала су 5 шилинга, клупе у којима су седели критичар и учењаци коштале су 3 шилинга, а трговци су седели у галерији са седиштима која су коштала 2 шилинга. Слуге и обични људи како их је Мисон називао седели су у горњој галерији где су седишта коштала 1 шилинг. Места нису била нумерисана, што је навело многе припаднике племства да резервишу своја места пре наступа. Позорница је била широка око 14 метара, а широка око 9. На сцени се налазила углавном модерни опрема укључујући велике точкове. Крајем 18. века врата у позоришту била су са обе стране позорнице.
Додатне потешкоће за Килигрева и његове синове Томаса и Чарлса били су политички немири који су трајали од 1678. до 1684. године, када је публика мање посећивала позориште. То је утицало на велики број компанија, али и на краљеве који су мање улагали у позоришта. Године 1682. компаније Duke и The King's су се спојиле. Ипак позориште је доста изгубило па су покушали да смање трошкове тако што су смањили плате глумцима. До 1695. године глумци и менаџери позорошта имали су мале плате. У приватном писму послатом 19. новембра 1696. објављено је да Друри Лане уопште нема друштво и уколико се нова представа не појави у суботу и не оживи њихов углед, морају се затворити. Испоставило се да је компанија на крају успела. Кристофер Рич био је на челу позоришта све до 1709. године. Адвокат Вилијам Колер имао је једно време права да монтира продукције у Друри Лејну, али до 1710. године трупа је била у рукама глумаца Колија Сибера и Роберта Вилкса. Догета је 2. марта 1717. године заменио Бартон Бут, када је одржавана премијер абалета Љубавници Марса и Венере у кореографији Џона Вавера и тада је први пут изнеден балет у Енглеској. Сибер је водио позориште, а успешни период позоришта био је до 1733. године, када је на његово место дошао Џон Хигмор. Чланови позоришта били су у том периоду незадовољни због малих плата, што је довело до несугласица 1737. године због финансијских потешкоћа. У овом периоду афирмисао се касније познати глумац Чарсл Маклин.
Године 1747. истекао је патент Флетвудој играчкој кући. Позориште и патент купио је Дејвид Гарик и његов партнер Џејс Лаци. Гарик је био главни менаџер и глумац позоришта до отприлике 1766. године а у менаџерској улози наставио је још десет година након тога. Памћен је као један од великих позоришних глумаца и посебно је повезан с унапређивањем шекспирове традиције у енглеском позоришту. За време његовог боравка у Друри Лејну, компанија је монтирала најмање 24 Шекспирове представе. Pressтаве Шекспира биле су доста популарна у Енглеској, што се најбоље види према Закону о лиценцирању из 1737. године, који је обавезао владино одобрење било које представе пре него што се она могла извести. Гаррик је наредио Роберту Адаму и његовом брату Џејмсу да обнове унутрашњост позоришта, што је и учињено 1775. године. Украшен је плафон позоришта и рађена је нова фасада.
С низом опроштајних представа, Гарик је напустио позорницу 1776. године и продао своје деонице у позоришту ирском драмтургу Ричарду Бринслију Шеридану. Шеридан и његови партнери, Томас Линли старији и доктор Џејс Форд (дворски лекар краља Џорџа III), две године касније завршили су куповину Друри Лејн, а Шеридан га је поседовао до 1809. Шеридан је запослио десетине деце као помоћнике у позоришту, укључујући Јозефа Грималдија који је свој позоришни деби имао 1780. године. Крајем деведесетих година 18. века Грималди је глумио Робинзон Крусоа након чега се афирмисао као пантомимичар. Каријеру у овом позоришту Грималди је завршио 1806. године.

## Треће позориште (1794)
Позориште је требало да се надогради до краја 18. века, али је ипак срушено 1791. године, а компаније се привремено преселила у Краљевско позориште у Хаимаркету. Треће позориште дизајнирао је Хенри Холанд, а отворено је 12. марта 1794. У дизајнирању позоришних кутија Хенри Холанд замолио је Џона Линела за помоћ. Након завршетка радова театар је примао 3600 гледалаца. Нова технологија градње олокашала је ширење позоришта, гвоздени стубови заменили су дрвене у пет галерија. Позориште је било 83 метара дугачко и 28 метара широко. Холанд, архитекта рекао је да је ово позориште рађено у већем обиму него било које друго у Европи. Осим цркви, ово позориште је било највиша зграда у Лондону. Неки гледаоци и глумци нису били задовољни изгледом новог позоришта. Глумица Сара Сидонс заедно са братом Џоном Филипм Кемблеом напустила је позориште и назвала га дивљим. Многи су наводили да се изгубио осећај интимности у позоришту, а и да је позориште било превелико и доста удаљено од публике, па је тешко било чуди глумце када причају или певају.
Ричард Шердан био је власник треће зграда позоришта. У то време је био државник, али је имао проблем са финансијама. Обнова позоришта из 1794. године коштала га је двоструко више од прецене, чак 80.000 фунти. Продукције су биле доста скупље након тога, али позориште није успело да надокнади уложени новац. Атентат на Џорџа III догодио су позоришту 15. маја 1900. године. Џејсм Хадфилд испалио је два хица из пиштоља према краљу. Меци су краља промашили за неколико центиматара. Хадфилд је ухапшен, а краље је наредио да се представа настави.
Позоришни глумац Џон Банистер постао је глумачки менаџер позоришта 1802. године. Са Шердановим сином Томом и у кругу сценског менаџера Ричарда Вроутона и Тома Дибина, помогао је раду позоришта. Дана 24. фебруара 1809. године упркос раније поменутим мерама заштите од пожара, позориште је изгорело. Након гутитка зграда Шеридан није имао новца, а помоћ је затражио од пивара и пријатеља Самуела Витбреда. Осим што је доста уложио у пројекат, Витбред се сложио да води одбор којим је надгледао компанију и обнову позоришта, а од Шеридана је тражио да се повуче из управе што је он и учинио 1811. године.

## Модерно позориште (1812—данас)
Данашње позориште Друри Лејн, који је дизајнирао Бенџамин Дин Ват у име одбора који је водио Витбред, отворило се 10. октобра 1812. године продукцијом Хамлета у којој је главну улогу играо Роберт Елистон. Ново позориште направило је неке уступке према интимности, смештених 3.060 људи, око 550 мање од раније зграде (мада се та величина и даље сматра изузетно великим позориштем). Дана 6. септембра 1817. осветљење проширило се из подручја публике на позорницу, чинећи ово прво британско позориште које је било потпуно осветљено. Године 1820. додан је трем који и данас стоји на улазу театра у Катарининој улици, а 1822. унутрашњост је доживела значајну реконструкцију. Колонада која иде низ зграду Раселл улице додата је 1831. године.
Продукције се више ослањају на сцену и ефекте него на дијалог и глуму и даље су уобичајена појава у новом погону. Утицаји на производњу из 1829. године произвели су се хидрауличким апаратима који су, како се извештава, могли испразнити 39 кубних литара воде.
Било је забринутих што позориште није успело у својој улози једног од ретких којима је допуштено приказивање легитимне драме. Управљање позориштем након што је поново отворено 1813. године, пало је на Самјуела Џејмса Арнолда, који је надгледао аматерски одбор директора и пододбор који се фокусирао на позориште као центар националне културе. Лорд Бирон је укратко био у овом пододбору, од јуна 1815. до напуштања Енглеске у априлу 1816. године. Глумац Едмунд Кен био је врхунац позорнице; попут Маклина пре њега, он је стекао своју репутацију у представи Шиклок, која је премијерно приказана 1814. године. Кен је остао у позоришту до 1820. године. Елистон је изнајмио позориште од 1819. до банкрота 1826. Американац, Стивен Прајс из Њујоршког парковског позоришта, био је власник од 1826. до 1830. године.
Кроз већи део остатка 19. века Друри Лејн је брзо прелазио од једног до другог власника. Алфред Бун је 1833. године преузео контролу над Друри Лејном, управљајући од 1833. до 1839. и поново од 1843. до 1850. године. Након вођења театра Лицеум у Лондону, Бун је заговарао енглеску оперу, а не италијанске опере која се раније играла у позоришту. Године 1837. глумац-менаџер Самјуел Фелпс (1804–1878) придружио се компанији у Друри Лејну појавивши се са Вилијамом Чарслом, надареним глумцем-менаџером у неколико Шекспирових представа. Такође је имао улогу капетана Канала у мелодрами Дагласа Џеролда, представи Ратни заробљеник (1842) и лорда Трешама у филму Рођендан. Масеради је накратко био менаџер 1841—1843,. године успостављајући значајне реформе. Ипак, у већини продукција дошло је до финансијских катастрофа.
Позоришни монопол који је први пут дао Краљевски патент 183 године раније укинут је Законом о позориштима 1843, а Друри Лејн је наставило рад као једно од најприхваћенијих места за легитимно позориште. Финансијски и уметнички неуспеси у 19. веку у Друри Лејну прекинули су четири представе које су током двадесет пет година продуцирале глумац-драмски писац Дион Босуслант: Спадска краљица (1851), Еугеније (1855), Формоса (1869) и Шаграун (1875). Али овај период општег пада кулминирао је оставком Ф. Б. Чатертона из 1878; по његовим речима, Шекпсирова чаролија је пропадала. Током 19. века Друри Лејн је такође инсценирао балет, са извођачима.
Један познати музички директор Друри Лејна био је француски диригент и композитор Луис Антоин Џулијен (1812–1860), који је успешно позвао Берлиоза у посету Лондону и одржао концерте у позоришту.
Позориште је поново било стабилно финансијски под управом Аугустуса Хариса1879. године. У 1880-им и 1890-има, позориште је угостило многе продукције опере Карл Роса. Харис је повећао ресурсе на годишњој пантомими позоришта, почевши од Божића 1888. гдодине, додајући познатог комичара Дан Леноа. Ове спектакуларне божићне емисије биле су велики успех, често су се играле и у марту. Кореографирао их је плесни мајстор позоришта, Џин Д'Аубан. Многе дизајне под Харисом креирао је маштовити дизајнер С. Вилхелм, укључујући спектакуларну драму, Армада (1888) и многе пантомиме. Продукције које се ослањају на спектакл постале су норма у Друри Лејну под управом прво Хариса, 1879. до 1896. године, а потом и Артхура Колинса од 1896. до 1923. године.
Године 1922. под власништвом генералног директора Сир Алфреда Бута, позориште је доживело последњо велико реновирање ентеријера у 20. веку.
 По цени од 150.000 фунти, је постало четвороводно позориште које може да прими нешто више од 2.000 људи. Украшено је једним од најистакнутијих ентеријера који је произвела специјална компанија за украсне гипсане компаније Кларк и Фен. Композитор и извођач Ивор Новело, неизмерно популаран у своје време иако данас мало упамћен, представљао је своје мјузикле у Друри Лејну од 1931. до 1939. године.
Позориште је затворено 1939. године због избијања Другог светског рата. Током рата служио је као седиште Удружења за народне услуге забаве, претрпевши мању штету од бомби. Поновно је отворено 1946. године. Зграда је заведена као зграда I реда у фебруару 1958. године.
Године 2000. Ендру Лоид Вебер купио је Друри Лејн. Од 2014. године, у власништву је и њиме управља LW Theatres, преко управљачке компаније Лоид Вебер. План седећих места за позориште остао је исти, а аудиторијум је и даље један од највећих у граду. То је једно од 40 позоришта приказаних у документарној серији ДВД-а Great West End Theatres из 2012. године, коју је представио Доналд Синден. Дана 15. маја 2013. године, Лоид Вебер открио је да је позориште рестаурирано у износу од четири милиона фунти како би обележило своју 350. годишњицу. Помоћу тима стручњака, детаљна рестаурација вратила је јавне површине Ротунде, Краљевских степеништа и Великог салона, који су сви били део позоришта 1810. године, у њихов оригинални стил регенци.

## Продукције 20. и 21. века
Аутор Том огден назива Друри Лејн једним од најпопуларнијих позоришта на свету. У позоришту Друри Лејн изведено је више хиљада позоришни представа, мјузикла и концерата, а током 20. и 21. века изведене су представе као што су Oklahoma! (1947–1950), Carousel (1950–1951), South Pacific (1951–1953) и The King and I (1953–1956). Такође, изведени су мјузикли попут  My Fair Lady, (1958). Camelot (1964–1965), Hello, Dolly! (1965–1967) и The Great Waltz (1970–1972). Године 1974. Монти Пајтон снимили су албум под називом Live at Drury Lane, који је сниман у позоришту.
Касније у позоришту Друри Лејн изведнеи су мјузикли A Chorus Line (1976–1979), 42nd Street (1984–1989), Miss Saigon (1989–1999, The Producers (2004–2007), The Lord of the Rings (2007–2008), Oliver! (2009–2011), Shrek The Musical (2011–2013) и Charlie and the Chocolate Factory (2013-2017).
Познати комади изведени после 1919. године укључују:
- Cinderella (1919)
- Rose Marie (1924–1927)
- Showboat (1928–1929)
- Noel Coward's Cavalcade (1931–1932)
- Three Sisters (1934)
- Oklahoma! (1947–1950)[92]
- Carousel (1950–1951)[3]
- South Pacific (1951–1953)[93]
- The King and I (1953–1956)[93]
- My Fair Lady (1958–1963)[42]
- Camelot (1964–1965)[3]
- Hello, Dolly! (1965–1967)[3]
- Mame (1969–1970)
- The Great Waltz (1970–1972)[3]
- Gone with the Wind (1972–1973)
- Billy (1974–1976)
- A Chorus Line (1976–1979)
- Sweeney Todd: The Demon Barber of Fleet Street (1980)
- The Best Little Whorehouse in Texas (1981–1983)
- 42nd Street (1984–1989)
- Miss Saigon (1990–1999)
- The Witches of Eastwick (2001)
- My Fair Lady (revival) (2002–2003)
- Anything Goes (2003–2004)
- The Producers (2004–2007)[98]
- Lord of the Rings (2007–2008)[99]
- Oliver! (2009–2011)[100]
- Shrek The Musical (2011–2013)[101]
- Charlie and the Chocolate Factory (2013–2017)[102]
- 42nd Street (revival) (2017–2019)
- Frozen (2020–)